# موستا واندر
موستا واندر (به انگلیسی: Musetta Vander) (زاده ۲۶ می ۱۹۶۳) بازیگر و مدل اهل آفریقای جنوبی است. از فیلم‌های او می‌توان به لگدزنان و جیغ‌کشان، نقطه فروپاشی، به روسی بگو و غرب وحشی وحشی اشاره کرد.